# Gökçekışla, Yozgat
Gökçekışla là một xã thuộc thành phố Yozgat, tỉnh Yozgat, Thổ Nhĩ Kỳ. Dân số thời điểm năm 2010 là 87 người.